# ¡Ay pena, penita, pena! (canción)
¡Ay pena, penita, pena! es una copla andaluza compuesta por Quintero, León y Quiroga en 1951.

## Historia
Compuesta para el espectáculo del Teatro Calderón de Madrid La copla nueva, que interpretaba Manolo Caracol junto a Luisa Ortega, su hija, fue esta la primera intérprete del tema. Dos años más tarde, en 1953, se incluyó en la banda sonora de la película del mismo título, que protagonizó la artista jerezana Lola Flores. Es la de Flores la versión más conocida, y el tema pasó a ser uno de los más importantes de su repertorio.

## Descripción
Se trata de una farruca, uno de los palos del flamenco. El tema describe el pesar de la intérprete ante la lejanía de su amado, atrapado en un incierto infortunio.

## Otras versiones
The Tomcats, grupo inglés de música rock asentado en España, grabó una versión en 1966.   
La canción fue interpretada por Joan Manuel Serrat en concierto en 1994. Isabel Pantoja la grabó en su disco "A tu vera" (1999) con la orquesta dirigida por Luis Cobos. Además, una versión fue incluida en el disco de Carlos Cano, "La copla, memoria sentimental", de 1999. Fue incluida en el primer LP del grupo Los Centellas en 1997. En el álbum recopilatorio de temas tradicionales interpretados por nuevos artistas que se publicó en 2007 bajo el título de Tatuaje, fue grabada por Antonio Vega. En 2014 fue versionada por Marlango en su álbum El porvenir. Ese mismo año Lidia Damunt la incluye en su disco de versiones Gramola. Un sencillo en honor a Lola Flores fue grabado por la cantante María José Llergo en 2020. 
Además, en 1995 la interpretó la periodista María Teresa Campos en el programa de televisión Telepasión española. También ha sido versionada por la cantante Toñi Salazar en el talent show Tu cara me suena (2011) y por Melody y Falete en el espacio de La 1 La mejor canción jamás cantada (2019). En este programa el tema fue elegido por votación popular la mejor canción española de la década de 1950.
En la película "Venus" (2022) de Jaume Balagueró se incluye una versión muy suave interpretada por María Rodés. Ara Malikian la interpretó al violín de manera instrumental junto a la orquesta dentro del repertorio de su "Symphonic Tour 2016".

## En la cultura popular
En 2014 el programa de televisión La mitad invisible de La 2 de TVE dedicó un programa monográfico a la canción.
El estribillo de la canción se reproduce en el prefacio de la novela Las tres bodas de Manolita, de Almudena Grandes.